# Hrușkivți, Letîciv
Hrușkivți (în ucraineană Грушківці) este localitatea de reședință a comunei Hrușkivți din raionul Letîciv, regiunea Hmelnîțkîi, Ucraina.

## Demografie
Componența lingvistică a localității Hrușkivți
     Ucraineană (98,09%)
     Rusă (1,78%)
     Alte limbi (0,13%)
Conform recensământului din 2001, majoritatea populației localității Hrușkivți era vorbitoare de ucraineană (98,09%), existând în minoritate și vorbitori de rusă (1,78%).